# El Alamein
El Alamein (ili Al Alamayn) (arapski: العلمين) je grad na sjeveru Egipta, na obali Sredozemnog mora. Udaljen je 106 km zapadno od Aleksandrije i 240 km sjeverozapadno od Kaira. 
Danas je najpoznatiji kao transportna luka za naftu.

## Povijest
El Alamein je imao značajnu ulogu u ishodu Drugog svjetskog rata. Dvije velike bitke vodile su se na tom području:
- Prva bitka kod El Alameina (1. srpnja – 27. srpnja 1942.), Savezničke snage zaustavile su napredovanje Sila osovine prema Aleksandriji

- Druga bitka kod El Alameina (23. listopada – 4. studenog 1942.), Savezničke snage su probile liniju Sila osovine i prisilile ih na povlačenje sve do Tunisa. Winston Churchill je to nazvao krajem početka.